# Крайник Володимир Дмитрович
Володимир Дмитрович Крайник (нар. 1 березня 1958, Підгір'я) — радянський та український футболіст, що грав на позиції півзахисника і нападника. Найбільш відомий за виступами в клубі «Нива» з Вінниці, за яку зіграв понад 100 матчів у другій лізі, та брав участь у двох призових сезонах команди в чемпіонаті УРСР.

## Біографія
Володимир Крайник розпочав виступи у 1978 році в дублюючому складі команди першої ліги «Спартак» з Івано-Франківська, пізніше в цьому ж році грав у складі аматорської команди з Івано-Франківська «Електрон». Наступного року футболіст став гравцем основного складу івано-франківського «Спартака». У складі команди Крайник зіграв 27 матчів чемпіонату та 4 матчі в груповому турнірі Кубка СРСР. На початку 1980 року Володимир Крайник став гравцем команди другої ліги «Нива» з Вінниці. У складі команди грав до кінця 1983 року, провів у її складі 115 матчів у другій лізі, брав участь у «срібному» для вінницької команди чемпіонаті 1981 року та «бронзовому» чемпіонаті 1983 році, проте в обох випадках провів недостатню кількість матчів для отримання медалі чемпіонату УРСР. У 1984 році Крайник грав у складі аматорської команди «Нафтовик» з Долини. У 1985 році футболіст грав у складі команди другої ліги «Поділля» з Хмельницького.
З 1986 до 1993 року Володимир Крайник грав у низці аматорських команд Івано-Франківської та Хмельницької областей. У 1993 році Крайник став гравцем польської команди «Шльонськ» з Вроцлава, проте грав у ній лише в дублюючому складі. У 1997 році футболіст повернувся до України, де до 1998 року грав у складі аматорських команд Івано-Франківської області.

## Досягнення
- Брав участь у «срібному» сезоні «Ниви» (Вінниця) у 6-й зоні другої ліги чемпіонату СРСР (1981), однак провів лише 15 матчів, чого замало для отримання медалей.
- Брав участь у «бронзовому» сезоні «Ниви» (Вінниця) у 6-й зоні другої ліги чемпіонату СРСР (1983), однак провів лише 18 матчів, чого замало для отримання медалей.